# Бруксвілл (Кентуккі)
Бруксвілл (англ. Brooksville) — місто (англ. city) в США, в окрузі Бракен штату Кентуккі. Населення — 654 особи (2020).

## Географія
Бруксвілл розташований за координатами 38°40′46″ пн. ш. 84°4′1″ зх. д. / 38.67944° пн. ш. 84.06694° зх. д. (38.679463, -84.066918).  За даними Бюро перепису населення США в 2010 році місто мало площу 1,22 км², з яких 1,22 км² — суходіл та 0,00 км² — водойми.

## Демографія
Згідно з переписом 2010 року, у місті мешкали 642 особи в 263 домогосподарствах у складі 173 родин. Густота населення становила 525 осіб/км².  Було 293 помешкання (240/км²).
Расовий склад населення:
| - 98,8 % — білих - 0,2 % — чорних або афроамериканців |

До двох чи більше рас належало 0,6 %. Частка іспаномовних становила 1,4 % від усіх жителів.
За віковим діапазоном населення розподілялося таким чином: 29,6 % — особи молодші 18 років, 56,8 % — особи у віці 18—64 років, 13,6 % — особи у віці 65 років та старші. Медіана віку мешканця становила 33,8 року. На 100 осіб жіночої статі у місті припадало 89,9 чоловіків;  на 100 жінок у віці від 18 років та старших — 85,2 чоловіків також старших 18 років.
Середній дохід на одне домашнє господарство  становив 38 118 доларів США (медіана — 21 786), а середній дохід на одну сім'ю — 52 556 доларів (медіана — 37 750). За межею бідності перебувало 30,4 % осіб, у тому числі 41,5 % дітей у віці до 18 років та 14,0 % осіб у віці 65 років та старших.
Цивільне працевлаштоване населення становило 200 осіб. Основні галузі зайнятості: роздрібна торгівля — 20,5 %, освіта, охорона здоров'я та соціальна допомога — 19,5 %, виробництво — 15,5 %, мистецтво, розваги та відпочинок — 12,5 %.